# Эгиди, Людвиг Карл Джеймс
Людвиг Карл Джеймс Эгиди (нем. Ludwig Karl James Aegidi; псевдоним — Людвиг Хельфенштейн (Ludwig Helfenstein); 10 апреля 1825, Тильзит — 20 ноября 1901, Берлин) — немецкий юрист, университетский преподаватель, журналист и политик.
Родился в Тильзите в семье врача. Посещал школу в Дюссельдорфе и Кёнигсберге. Затем изучал право в Кёнигсбергском, Гейдельбергском и Берлинском университете, был активным участником студенческих братств Кёнигсберга (1842), Дюссельдорфа (1843—1845), входил в старое студенческое братство Берлина. Позже он стал почётным членом студенческих братств Гёттингена и Эрлангена. В 1848 году Эгиди был лидером молодых студентов в Берлине, чьё чёрно-красно-золотое знамя он нёс при передвижении короля Фридриха Вильгельма IV по Берлину 21 марта 1848 года. Работал вместе с известным немецким историком и политиком Георгом Готфридом Гервинусом в «Немецкой газете». В том же году он поступил на государственную службу, которую, тем не менее, покинул через непродолжительное время. Кроме того, он работал секретарем у министра внутренних дел Альфреда фон Ауэрсвальда, а также у чиновников Рудольфа фон Ауэрсвальда и Августа Германа фон Дёнхоффа. В 1851 году Эгиди защитил учёную степень кандидата наук и стал редактором конституционной газеты. В 1853 году он защитил докторскую диссертацию в Гёттингенском университете и читал там в качестве приват-доцента государственное и международное право. В 1857 году по политическим мотивам он был лишён права заниматься учебной деятельностью в королевстве Ганновер. После этого он отправился адъюнкт-профессором права в Эрлангенский университет, где и трудился 2 года. С 1859 года Эгиди — снова на службе у прусского правительства, он выступил с антиавстрийскими меморандумами и брошюрами и яростно агитировал за создание Немецкого национального союза. С 1859 по 1868 год он был профессором истории в Академической гимназии в Гамбурге. В 1861 году он основал «Национальный архив», представляющий собой коллекцию последних исторических записей. В период с 1868 по 1871 годы работал профессором в Боннском университете, о чём поведал в своих воспоминаниях Фридрих Паульзен — духовный отец современной гимназии. Участвовал в войне с Францией в 1870—1871 годах, находясь в санитарно-медицинских войсках. С 1867 по 1868 год Эгиди заседал в Рейхстаге Северогерманского союза от консервативной партии. 30 сентября 1868 года он утратил свой мандат из-за перевода по службе. Но 26 июня 1869 года он был снова избран в Рейхстаг от округа Дюссельдорф, где заседал до 1870 года.
С 1873 по 1893 он был депутатом в Прусской палате депутатов, а также был приглашён Бисмарком в Министерство иностранных дел, где он занимал с 1871 по 1877 годы должность пресс-секретаря. После заката своей политической карьеры в 1893 году Эгиди занимался как нештатный профессор преподаванием государственного, международного и церковного права в Берлинском университете.

## Известные изречения Эгиди
- «Rechtschaffen, recht schaffen, Recht schaffen!» — «Поступая честно, мы поступаем правильно и создаём правильный закон».

## Его работы
- Der Fürstenrat nach dem Luneviller Frieden 1853 (Habilitationsschrift)
- Die Krisis des Zollvereins urkundlich dargestellt, (zus.m. Alfred Klauhold), Otto Meissner, Hamburg 1862
- Frei Schiff unter Feindes Flagge — urkundliche Darstellung der Bestrebungen zur Fortbildung des Seerechts 1866 (zus.m. A. Klauhold)
- Zur Reform des Seekriegsrechts Aus d. amtlichen stenographischen Bericht der Reichstags-Verhandlung vom 18. April 1868, Berlin 1868
- Die Mainlinie Ein Beitrag zur Interpretation des Prager Friedens, Univ.-Schr., Marcus, Bonn 1869
- Zur Fragestellung über Staat und Kirche Eine Stimme aus dem Jahre 1858, Allg. dt. Verl. Anst., Berlin 1876
- Der Rothbart Trauerspiel in 5 Aufz. von Ludwig Helfenstein [d.i. Ludwig Karl Aegidi], Bonn 1871
- Allersselen Ein Vorspiel von Ludwig Helfenstein [d.i. Ludwig Karl Aegidi], Perthes, Gotha 1884